# ايليوت جراندين
ايليوت جراندين (17 أكتوبر 1987 بكاين في فرنسا - ) (بالفرنسية: Elliot Grandin)‏ هو لاعب كرة قدم فرنسي في مركز الهجوم. شارك مع منتخب فرنسا تحت 17 سنة لكرة القدم ومنتخب فرنسا تحت 18 سنة لكرة القدم ومنتخب فرنسا تحت 20 سنة لكرة القدم ومنتخب فرنسا تحت 21 سنة لكرة القدم. أما مع النوادي، فقد لعب مع أولمبيك مارسيليا وسسكا صوفيا وشروزبري تاون وكريستال بالاس ونادي أسترا جورجو ونادي بلاكبول ونادي غرونوبل ونادي كاين ونادي نيس.

## وصلات خارجية
- ايليوت جراندين على موقع الاتحاد الأوربي (الإنجليزية)
- ايليوت جراندين على موقع رابطة كرة القدم الفرنسية للمحترفين (الإنجليزية)
- ايليوت جراندين على موقع قاعدة بيانات كرة القدم.إي يو (الإنجليزية)
- ايليوت جراندين على موقع ليكيب (الفرنسية)
- ايليوت جراندين على موقع Soccerbase.com (لاعب) (الإنجليزية)
- ايليوت جراندين على موقع Soccerway.com (الإنجليزية)
- ايليوت جراندين على موقع عالم كرة القدم.نت (الإنجليزية)
- ايليوت جراندين على موقع AS.com (الإسبانية)